# Vente au numéro
 (août 2006).
La presse écrite, vente au numéro,  consiste en la vente des quotidiens et des publications périodiques qui intervient dans les points de vente traditionnels et certains points de vente spécifiques (kiosques, points de vente des gares, du métro, des aérogares, des autoroutes, des grandes surfaces, etc.). 
En France, les modalités de cette vente ont été définies par le législateur (la loi Bichet du 2 avril 1947). La vente au numéro et la publicité apportent aux éditeurs de presse la part la plus importante de leur chiffre d'affaires.

## Les éditeurs de presse
Les neuf principaux groupes de presse français réalisent un chiffre d'affaires qui se situe entre 2,2 milliards d'euros et 280 millions d'euros. Par ordre décroissant de chiffre d'affaires, il s'agit d'Hachette Filipacchi Médias, de la Socpresse (Le Figaro), du groupe Amaury (Le Parisien), de Prisma Media, du groupe Le Monde, d'Mondadori France, de Groupe Bayard, d'Ouest-France et de Sud Ouest.

## La publicité, une composante vitale
Près de 57 % des investissements publicitaires vont à la presse écrite (dont 20 % aux quotidiens). La télévision, la radio et les gratuits représentent pour leur part respectivement 22, 7 et 9 %.

## Les quotidiens

### Origine et évolution
Le premier quotidien français est paru pour la première fois à Paris le 1er janvier 1777. Il s'intitulait le « Journal de Paris ». Au cours du XIXe siècle, les évolutions technologiques ont permis une augmentation importante des tirages (tirages multipliés par trente entre 1800 et 1870), de favoriser la lecture et l'instruction des Français. L'importance prise par les quotidiens n'a pas manqué d'inquiéter les différents régimes politiques en place à l'époque.

### Situation actuelle
Depuis plus de vingt ans, la vente des quotidiens baisse régulièrement. Entre 1997 et 2003, la presse quotidienne nationale a vu son audience baisser de 12 %, ce qui représente la perte de 800 000 lecteurs.
L'OJD est l’organisme de référence pour la certification des chiffres de tirage (impression), de diffusion (vente) et de distribution de la presse française (mode de vente).

### Classification des quotidiens
Les quotidiens constituent une catégorie particulière pour l'ensemble de la filière presse (fabrication, distribution, vente, etc.). On distingue généralement trois sous-catégories :
- les quotidiens nationaux appelés également quotidiens parisiens : il existe 4 sous catégories : les quotidiens IPG - d'information politique et générale (ex : Le Monde, Libération, Le Figaro, ...) les sportifs (ex : L'Equipe), les économiques (ex : Les Echos), et enfin les quotidiens hippiques assez nombreux (ex : Paris Turf, Paris Courses, Bilto…)
- les quotidiens départementaux (Le Bien Public, Le Havre Presse, Centre Presse (Rodez)…)
- les quotidiens régionaux (L'Est Républicain, La Voix du Nord, Ouest France…).

La presse quotidienne régionale française bénéficie d'une bonne implantation ; elle a éliminé une grande partie de la presse quotidienne locale et limité en régions la concurrence de la presse quotidienne parisienne (en 1914, il existait 242 journaux régionaux ou locaux ; en 1985, il n'en restait plus que 76).  
On considère selon certains critères commerciaux qu'une catégorie est assimilée à celle des Quotidiens puisqu'ils sont placés dans les magasins sur le même présentoir : il s'agit des "Assimilés Quotidiens" dont la périodicité est généralement hebdomadaire, mensuelle, bimensuelle…   
On retrouve des "Assimilés Quot." IPG (Le Monde diplomatique, Minute, Infos du Monde, Regards, CQFD…), satiriques (Charlie Hebdo, Le Canard Enchainé, L'indiscret, Fakir, Révolution…), sportifs (Midi Olympique, Basket hebdo, Le 10 Sport…) et Hippiques.  

## Les publications périodiques

### Origine et évolution
L'invention de l'imprimerie par Gutenberg au XVe siècle devait permettre le développement de la diffusion de l'écrit. La première publication française a été créée à Paris en 1631 par Théophraste Renaudot et s'intitulait « La Gazette ». Théophraste Renaudot s'était installé dans l'île de la Cité, rue Calanque, à l'enseigne du Grand Coq. Il bénéficia de l'appui de Richelieu qui lui accorda un privilège (forme d'exclusivité). Il faudra attendre la Révolution française pour que la presse connaisse plus de liberté et une réelle évolution.

### Situation actuelle

#### Classification des publications périodiques
Les publications périodiques (magazines) tout comme les quotidiens constituent une catégorie particulière. Il existe actuellement 13 univers principaux (hors presse internationale) de regroupement des publications selon le contenu (ex : Actualités générales, Sports-Autos-Loisirs, Picture-People, Maison et Art de vivre…)  ; chaque univers comporte lui-même entre une et quatre familles de titres ; les familles sont elles-mêmes composées de sous familles de titres. Dans les linéaires des Diffuseurs, les titres doivent être en principe classés verticalement par univers, familles et sous familles.

## La loi Bichet d'avril 1947

### Ses origines
La loi du 29 juillet 1881 consacrait la liberté d'expression, celle de l'imprimerie et celle de la librairie. Après la Seconde Guerre mondiale, la multiplicité des journaux entraîna la faillite des Messageries françaises de presse. En 1947, les Nouvelles messageries de la presse parisienne (NMPP) étaient créées avec le concours de la librairie Hachette. Dans le droit fil de la loi de 1881, la loi d'avril 1947, dite loi Bichet (Robert Bichet était l'initiateur de la loi), avait pour but de régir le processus de distribution de la presse en France.

#### Extraits du texte de loi
Article 1 : la diffusion de la presse imprimée est libre. Toute entreprise de presse est libre d'assurer elle-même la distribution de ses propres journaux et publications périodiques  par les moyens qu'elle jugera  les plus convenables à cet effet.
Article 2 : le groupage et la distribution de plusieurs journaux et publications périodiques ne peuvent être assurés que par des sociétés coopératives de messageries de presse soumises aux dispositions de la présente loi.

## Les concurrents de la vente au numéro

### Concurrence de l'abonnement et de la livraison à domicile
Les éditeurs de presse disposent de trois modes de commercialisation complémentaires : la vente au numéro, la vente par abonnement et la livraison à domicile. Pour les points de vente, l'abonnement est un concurrent et la livraison à domicile l'est parfois.

### Concurrence des autres moyens de communication
Les « gratuits » et les autres médias (télévision, radio, Internet) sont également devenus des concurrents de premier plan incontournables pour la presse écrite vendue au numéro.

## Le circuit de distribution
Les éditeurs de presse sont libres de leur diffusion et d'opérer leur distribution en direct sans avoir à passer par une société coopérative. La plupart des Quotidiens ou des hebdomadaires locaux ont opté pour ce mode de distribution (exemples : « Ouest-France, La Montagne, Le Bien Public…  »). Une grande partie de la presse passe par l'intermédiaire de sociétés de messageries spécialisées (Presstalis ou Messageries Lyonnaises de Presse). Le groupage, qui peut permettre une réduction importante de coûts de distribution, n'est pas étranger à ce choix.
Les éditeurs peuvent s'appuyer sur des prestataires de services pour les aider à choisir la meilleure messagerie, en fonction de leurs caractéristiques propres, et optimiser au mieux leur vente au numéro. Ces prestataires se positionnent alors en interface entre les éditeurs et les messageries.

## Les sociétés de messageries et les Dépositaires Centraux de Presse

### Sociétés de messageries
Les principales sociétés de messageries sont Presstalis dont le siège est à Paris et les MLP (Messageries lyonnaises de presse) dont le siège est (près de Lyon) à Saint Quentin Fallavier (38).

### Dépositaires de presse
Des dépositaires de presse (dépositaires privés, vingt agences SAD, SPPS sur Paris et une partie de sa couronne, etc.) sont les intermédiaires entre les sociétés de messageries et les diffuseurs de presse.

Juridiquement, ils ont le statut de commissionnaire ducroire à la vente doublé d'un contrat de dépôt. 

Leur mission est de répartir les journaux et les publications périodiques en provenance des éditeurs de presse sur  les diffuseurs de presse (marchands de journaux) conformément aux instructions qui sont données par les éditeurs de presse (dates de mises en vente, quantités à livrer, date de rappel des invendus, etc.).

### Données chiffrées
En 2016, Presstalis traite les titres de sept cent quarante éditeurs et fait appel à 63 grossistes répartiteurs régionaux. Sur l'exercice 2003, elles ont traité trois mille cinq cents titres (quotidiens et publications) ; toutes catégories confondues, cette distribution a porté sur 2,5 milliards d'exemplaires.

## Un titre chasse l'autre
Lorsqu'un titre paraît, la parution jusqu'alors en vente est en principe retirée de la vente par le diffuseur de presse (elle est enlevée des présentoirs ; on dit qu'elle est chassée de la vente). Les invendus sont alors restitués au dépositaire. La presse invendue parcourt le même chemin que les fournitures, mais en sens inverse. En fin de course, les invendus sont soit remis à l'éditeur soit vendus localement à des récupérateurs de vieux papiers ; dans tous les cas, le choix de la destination incombe à l'éditeur du titre. 

Les invendus sont regroupés par titre et totalisés aux différents niveaux du circuit de distribution à des fins comptables et statistiques.

## La presse est un produit très périssable
La presse est un produit particulier également en raison de son caractère éminemment périssable. La mise en vente d'un quotidien ne peut attendre ; sa durée de vie n'excède pas vingt-quatre heures. De la même manière, certains titres hebdomadaires se vendent quasi exclusivement dans les deux jours qui suivent leur parution. Cette spécificité est une contrainte majeure ; elle implique un processus de fabrication fiable et une logistique structurée et maîtrisée.

## Les Diffuseurs de Presse
- Le diffuseur de presse (plus connu sous le nom de « marchand de journaux ») est responsable d'un commerce indépendant de proximité. Les Diffuseurs perçoivent pour la vente de la journaux et publications une commission qui est calculée sur le montant des ventes réalisées (montant fort des ventes). Ainsi le chiffre d'affaires du Diffuseur est il constitué de ses seules commissions (à ne pas confondre avec ses encaissements presse en montant prix public).
- Chaque jour les Diffuseurs reçoivent des produits presse débités sur leur compte presse au dépôt Central qui le livre ; de même ils restituent des invendus qui sont crédités sur le même compte Presse ; la différence entre les 2 constitue les ventes comptables d'une période ; après déduction de la commission, il reste une somme due par le Diffuseur au dépôt central ; ce montant apparaît sur le "Relevé Hebdomadaire de Presse". Une petite partie de cette somme constitue une dette immédiate payable sous environ 1 semaine ; la plus grande partie de cette somme constitue une dette future payable 2 à 26 semaines plus tard : c'est le principe dit des "règlements différés". La somme à payer est détaillée dans le "Relevé Hebdomadaire de Compte" remis au Diffuseur en même temps que le Relevé hebdomadaire de Presse.
- Les titres dits en "Règlement Différé" sont débités sur le compte Presse des Diffuseurs à une date postérieure à la date de mise en vente ; la durée varie de 1 à 26 semaines plus tard ; seuls les quotidiens, les hebdomadaires et la plupart des bimensuels (ou quinzomadaires) sont débités au jour de mise en vente.
- Le statut juridique des Diffuseurs de Presse est le même que celui du Dépositaire Central de Presse à savoir celui de commissionnaire ducroire au sens de l'article L132-1 du Code Commerce doublé d'un Contrat de Dépôt. Ce statut est en passe d'être redéfini (2014) pour être conforme à plusieurs arrêts de cour de cassation jugeant que les contrats liant le diffuseur au dépositaire et ce dernier aux messageries, sont des mandats d'intérêt commun. Son fournisseur est bien le Dépositaire Central de Presse qui le rémunère par une commission sur le produit de la vente.

- Le Consommateur (ou le lecteur) est en fait le client de l'éditeur. En effet les produits demeurent la propriété de l'éditeur jusqu’à l'achat par le lecteur. En achetant un journal chez un Diffuseur de presse, la somme versée par le consommateur appartient en fait à l'éditeur, et le transfert de propriété s'opère directement entre l'éditeur et le lecteur et non avec le marchand de journaux.

- pour la presse nationale, on dénombre 28 000 points de vente traditionnels, un peu plus de 700 kiosques et près de 800 Relay. Kiosques et Relay font partie d'organisations commerciales spécifiques. Pour la presse régionale et locale, un réseau supplémentaire existe de 15 000 points de vente spécifiques, ne vendant généralement qu'un seul titre. Il y a donc en France près de 45 000 points de vente de presse, tous types de presse confondus.

- pour devenir marchand de journaux, il suffit de contacter le Dépositaire Central de Presse approvisionnant la zone géographique dont dépend un magasin donné. Pour une création d'activité, celui ci constituera un dossier de candidature transmis au Conseil Supérieur des Messageries de Presse qui prendra une décision via la commission d'organisation du réseau (CDR) après étude.

## Les difficultés des points de vente
Les éditeurs déterminent eux-mêmes les quantités que le dépositaire doit livrer à chaque Diffuseur ; il arrive fréquemment que ces quantités ne soient pas en rapport avec le potentiel de vente réel : soit parfois trop faibles (politique commerciale basée sur la pénurie) ce qui fait que le Diffuseur va manquer des ventes, soit trop fortes (volonté délibérée d'occuper la place et de masquer les titres concurrents) ce qui risque d'encombrer inutilement les linéaires et provoque beaucoup de manipulations de marchandises.

## L'animation des points de vente
L'animation des points de vente est assurée par le dépositaire de Presse localement. En effet c'est lui qui après la signature du contrat de distribution établit tout d'abord la procédure de transmission de la "consigne Presse" du vendeur à l'acheteur puis accompagne le début d'activité ; une formation professionnelle existe depuis 1987 pour apprendre le détail des techniques et procédures (flux aller, flux retour, facturation, développement commercial, ...) ; le dépositaire assure également la gestion locale du réseau (implantations magasins, fermetures pour congés, litiges, cessations d'activité, magasins saisonniers, conseils de modernisation des points de vente et des rayons presse,...) ainsi que des mises en avant de titres en magasin.
Certains éditeurs organisent eux-mêmes des promotions de leurs titres (de plus en plus rare) en partenariat soit avec les dépositaires soit avec des sociétés spécialisées. L'animation sur le lieu de vente touche les nouveautés qu'il faut mettre en avant afin de les faire découvrir aux consommateurs potentiels. Elle touche également d'autres titres à des moments bien choisis (exemple : la promotion de « Tennis Magazine » avant, pendant et juste après le tournoi annuel de Roland-Garros ou l'été dans des stations balnéaires).

## Terminologie des diffuseurs de presse
Pour en savoir plus sur la terminologie de la vente de la presse écrite, consulter le Lexique du jargon des diffuseurs de presse.

## Presse spécialisée sur la presse vendue au numéro
- « Union Presse » (mensuel),
- La « Tribune de la Vente » (mensuel).

## Salon professionnel
- Expopresse (au CNIT tous les deux ans).